# Палкино (Палкинский район)
Па́лкино — посёлок городского типа (рабочий посёлок) в Псковской области России, административный центр Палкинского района и Палкинской волости (не входя в неё). Образует одноимённое городское поселение.

## География
Расположен в 36 км к юго-западу от Пскова (с которым связан автобусным сообщением), в 24 км от железнодорожной станции Черская (на линии Псков—Пыталово), на реке Смолинка и восточном берегу Смолинского озера.

## История
Населённый пункт образован на месте нескольких небольших деревень, одна из которых носила название Палкино (первое упоминание о ней относится к XVI веку). Сильно пострадал в ходе Великой Отечественной войны.
Статус посёлка городского типа — с 1985 года.

## Население
| 1939  | 1959  | 1970  | 1979  | 1989  | 2002  | 2004  | 2005  | 2006  |
| ----- | ----- | ----- | ----- | ----- | ----- | ----- | ----- | ----- |
| 512   | ↗925  | ↗1334 | ↗1845 | ↗3353 | ↘3201 | ↘3180 | ↘3137 | ↘3057 |
| 2007  | 2008  | 2009  | 2010  | 2011  | 2012  | 2013  | 2014  | 2015  |
| ↘2984 | ↘2975 | ↘2957 | ↘2924 | ↗2926 | ↘2847 | ↘2806 | ↘2759 | ↘2740 |
| 2016  | 2017  | 2018  | 2019  | 2020  | 2021  |       |       |       |
| ↘2713 | ↘2674 | ↘2597 | ↘2512 | ↘2446 | ↗2870 |       |       |       |

Национальный состав
По итогам переписи населения 2020 года проживали следующие национальности (национальности менее 0,1 % и другое, см. в сноске к строке «Другие»):
| Национальность | Численность, чел. | Доля     |
| -------------- | ----------------- | -------- |
| Русские        | 2700              | 94,08 %  |
| Армяне         | 28                | 0,98 %   |
| Украинцы       | 20                | 0,70 %   |
| Татары         | 17                | 0,59 %   |
| Белорусы       | 13                | 0,45 %   |
| Таджики        | 8                 | 0,28 %   |
| Узбеки         | 8                 | 0,28 %   |
| Цыгане         | 5                 | 0,17 %   |
| Другие         | 71                | 2,47 %   |
| Итого          | 2870              | 100,00 % |

## Экономика
Экономика района представлена агропромышленными хозяйствами и несколькими предприятиями по переработке сельскохозяйственного сырья.